# Ausonio Zubiani

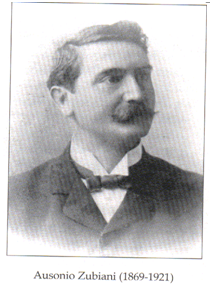
Ausonio Zubiani

Ausonio Zubiani (Sondalo, 16 giugno 1869 – Milano, 20 marzo 1921) è stato un medico italiano, tisiologo, fondatore del primo Sanatorio.

## Biografia
Nel 1894 si laurea all'Università degli Studi di Pavia in Medicina e Chirurgia e gli viene inoltre assegnato il premio "Carlo Speranza" riservato al miglior laureato dell'anno accademico. Durante gli anni universitari, alunno del Collegio Ghislieri, Zubiani partecipa attivamente alla vita politica pavese: iscritto al Circolo socialista della città, tiene conferenze, scrive sulle colonne dei giornali "Cuore e critica", "La Plebe", "Critica sociale" (il giornale di Filippo Turati); assieme all'amico fraterno Fabrizio Maffi (che avrà un ruolo di rilievo nella politica italiana, deputato socialista e poi comunista) percorre le campagne pavesi diffondendo l'idea socialista, partecipa ai congressi del partito. I suoi scritti sono tutti orientati sulla questione sociale per una trasformazione globale della società con l'emancipazione delle classi più povere.

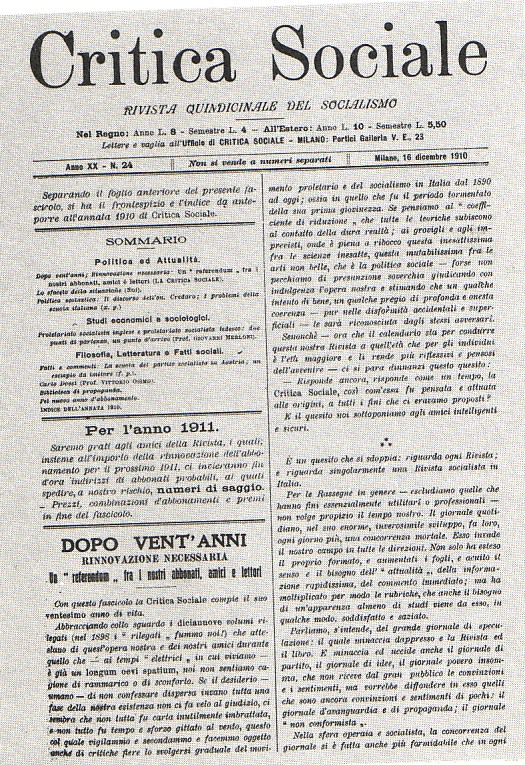
Critica Sociale

Negli anni tra il 1895 e il 1898 pubblica ”II privilegio della salute“ edito anche dalla rivista Critica sociale. Medico condotto a Sondalo, Ausonio Zubiani si distacca gradatamente dalla vita politica attiva, pur continuando a svolgere il ruolo di leader locale (nel 1897 è tra i fondatori de "Il lavoratore Valtellinese" il primo giornale del partito socialista provinciale). Il suo impegno di medico e di socialista è nella lotta contro la tubercolosi, la più grave malattia sociale del tempo. Nel 1898 dà alle stampe il manuale Hoepli dal titolo "La cura razionale dei tisici e i sanatorii", premiato all'Esposizione Voltiana del 1899 come opera di divulgazione scientifica. La lotta contro la tubercolosi è la lotta contro la povertà, sostiene Zubiani. "Esistono due tisi, quella dei ricchi che qualche volta guarisce e quella dei poveri che non guarisce mai". La tubercolosi polmonare può guarire solo con l'irrobustimento del corpo mediante la vita all'aperto, l'ambiente salubre, il riposo, la superalimentazione, il clima montano, il sole. Nel 1899 cominciò a sviluppare l'idea di istituire a Sondalo un centro sanatoriale. 
Il 19 marzo 1902 Ausonio Zubiani costituisce la "Società di accomandita semplice per la costruzione del Primo sanatorio italiano per ammalati di petto" e il 18 ottobre 1903 viene inaugurato il "Primo Sanatorio italiano di Pineta di Sortenna". Sorge in alta Valtellina, in un'ampia pineta sopra Sondalo (Sondrio) a 1250 m. s.m.; vi accorreranno a cercare la salvezza i malati da tutte le regioni d'Italia e dall'estero, dall'Inghilterra, dalla Russia, dalle Americhe. Ausonio Zubiani ne sarà il direttore ininterrottamente fino al giorno della sua morte, avvenuta il 20 marzo 1921 a soli 51 anni.